# セレーネ (小惑星)
セレーネ (580 Selene) は小惑星帯に位置する小惑星である。ハイデルベルクのケーニッヒシュトゥール天文台でマックス・ヴォルフによって発見された。
ギリシア神話の月の女神であるセレーネーにちなんで命名された。